# Metal Hammer
Metal Hammer (también conocida como MetalHammer) es una revista mensual de heavy metal  del Reino Unido e Irlanda, con ediciones en Alemania, Austria, Finlandia, España, Grecia, Polonia, Hungría, Suiza, Serbia, Australia y Montenegro, con una editorial diferente. La temática de la revista es la música metal. Es la segunda revista de rock más vendida en el Reino Unido tras Kerrang! y se consideraba una revista más underground, pero últimamente se ha dirigido al mercado del metal más comercial, del que originalmente se alejaba. En Alemania, Metal Hammer ha sido líder del sector desde su lanzamiento en 1984.

## Historia
El concepto de Metal Hammer fue ideado en 1983 por el alemán Wilfried F. Rimensberger, editor en jefe de la revista alemana Musik Szene en el Reino Unido. En ese mismo año presentó la idea a los editores de Kerrang! y a las compañías europeas Springer Science+Business Media, Bauer Media Group y Ringier, pero ninguna mostró interés. Posteriormente, discutió el concepto con Jürgen Wigginghaus, editor de Musik Szene en Alemania Occidental, pero a pesar de que se interesó en el proyecto no lo consideró factible a corto plazo. Apoyado por un equipo profesional que contaba con el editor de Melody Maker Harry Doherty, el disc jockey Tommy Vance, el fotógrafo Robert Ellis y el periodista P.J. Brunelli, entre otros, Rimensberger fundó en Inglaterra Metal Hammer Publishing Limited y publicó la primera versión de Metal Hammer a finales de 1983.
La aceptación positiva del público inglés motivó a Wigginghaus a exportar finalmente el concepto de la revista a Alemania Occidental. Para ello, Wigginghaus junto al editor en jefe Charly Rinne consideraron necesario crear un vínculo directo con Rimensberger, ya que necesitaban sus relaciones profesionales con el resto de la industria. Luego de llegar a un acuerdo entre ambas editoriales, en enero de 1984 se lanzó la versión alemana con una circulación inicial de 50 000 copias. La primera edición en Alemania contó con el vocalista Rob Halford de Judas Priest en la portada y en menos de una semana fueron vendidas 25 000 copias.